# ثنائي ميثيل الزنك
ثنائي ميثيل الزنك هو مركب عضوي للزنك صيغته Zn(CH3)2، ويوجد على هيئة سائل عديم اللون.

## التحضير
يحضر هذا المركب من تفاعل عنصر الزنك مع يودو الميثان (يوديد الميثيل):
{\displaystyle \mathrm {2\ Zn+2\ CH_{3}I\longrightarrow Zn(CH_{3})_{2}+ZnI_{2}} }

## الخواص
يوجد هذا المركب في الشروط القياسية على هيئة سائل عديم اللون، وهو سهل التطاير، وله رائحة واخزة، وهو مركب نشط كيميائياً ومختزل قوي.

## الاستخدامات
يستخدم هذا المركب في مجال الاصطناع العضوي في مختبرات البحث العلمي.